# 克魯耶區
克鲁亚区是阿爾巴尼亞的36个旧区之一，这些区份在2000年7月全部撤销，并由新成立的12个州份取代。该区面积为372平方公里，人口数量为64,357人（2001年）。该区位於阿爾巴尼亞中西部，区府为克鲁亚镇。该区的范围与当今的杜勒斯州克鲁亚市镇范围相同。